# إيلا ليفو
إيلا ليفو (بالفنلندية: Ella Leivo) مواليد 26 يوليو 1994 في تامبيري، هي لاعبة كرة مضرب فنلندية وتحتل حالياً المرتبة 1147 (21 مارس 2016) في تصنيف رابطة محترفات كرة المضرب. أعلى تصنيف لها في الفردي كان 1044. أعلى تصنيف لها في الزوجي كان 788.

## روابط خارجية
- إيلا ليفو على موقع رابطة محترفات التنس (الإنجليزية)
- إيلا ليفو على موقع الاتحاد الدولي لكرة المضرب (الإنجليزية)
- إيلا ليفو على موقع كأس بيلي جين كينغ (الإنجليزية)
- إيلا ليفو على موقع خلاصة التنس.كوم (الإنجليزية)
- إيلا ليفو على موقع إي إس بي إن.كوم (الإنجليزية)